# Ischasia exigua
Ischasia exigua là một loài bọ cánh cứng trong họ Cerambycidae.